# تفاح محب للمطر
تفاح محب للمطر (الاسم العلمي: Malus ombrophila) هي نوع نباتي يتبع جنس التفاح من الفصيلة الوردية.  